# Ротанґова пальма
Ротанґова пальма (Calamus rotang) — вид квіткових рослин родини пальмові (Arecaceae).

## Опис
Пальма ротанг більше схожа на ліану і виростає до 200 м і більше. Цікаво, що діаметр стовбура біля самих коренів становить всього кілька сантиметрів. За формою росту пальма ротанг також більше схожа на ліану, вона звивається навколо інших дерев і чіпляється до них за допомогою шпильок розташованих на листках.

## Поширення
Рослина поширена в Індії, Шрі-Ланці та М'янмі.

## Використання
Деревина ротанґа має тришарову структуру і складається з дуже міцної кори, більш м'якого і пористого середнього шару і твердої серцевини. Ротанґові стебла різної товщини традиційно використовуються для виготовлення меблів і плетених виробів в країнах Південно-Східної Азії. Меблі з ротанґа поєднують у собі еколоґічність, комфорт і красу.